# Ischnus pinguis
Ischnus pinguis är en stekelart som först beskrevs av Léon Abel Provancher 1886.  Ischnus pinguis ingår i släktet Ischnus och familjen brokparasitsteklar. Inga underarter finns listade i Catalogue of Life.